# Гаврилов, Николай Андреевич
Гаври́лов Никола́й Андре́евич (6 декабря 1886, Дальнее Константиново, Нижегородская губерния — август 1919, Маккавеево, Читинский уезд, Забайкальская область) — участник революционных событий и Гражданской войны в Сибири, борец за установление Советской власти в Иркутске, гласный Иркутской городской думы, комиссар по народному образованию.

## Биография
Родился 6 декабря 1886 года в селе Дальнее Константиново Тепелевской волости Нижегородской губернии в крестьянской семье. Получил начальное образование в двухклассной школе того же села. Затем учился в Поливановской учительской семинарии, которую окончил в 1905 году. Затем получил место учителя в земской школе села Сертякино Подольского уезда Московской губернии.

## Политическая деятельность
В 1903 году, ещё будучи студентом семинарии, примкнул к социал-демократам, принимал активное участие в жизни партии. 17 декабря 1906 года задержан полицией на станции Царицыно-Дачное Московско-Курской железной дороги. Три месяца просидел в Лефортовском полицейском доме, затем 19 марта 1907 года выслан по этапу в Нижний Новгород. Вскоре перешёл на нелегальное положение, в качестве профессионального революционера участвовал в работе Московской окружной организации большевиков. Во второй половине 1907 года — член Московского окружного комитета РСДРП(б), ведёт партийную работу в Иваново-Вознесенске и Коломне под именем Павла Афанасьевича Самсонова. 2 ноября 1907 года арестован и привлечён по делу Московского комитета РСДРП. В феврале 1908 года вместе с другими восемью политическими заключёнными бежит из Сущёвской полицейской части. Продолжает партийную работу в Орехово-Зуево. Весной 1908 года отправляется на партийную работу в Баку, осенью 1908 года возвращается в Москву. Член Бутырской районной организации большевиков, организатор Лефортовской и Сокольнической районных парторганизаций.
Избран членом Московского комитета РСДРП(б) от Лефортовского района. 23 мая 1909 года на квартире Лидии Шашек был арестован вместе с другими членами Московского комитета партии. После двух с половиной лет одиночного заключения приговорён 10 декабря 1911 года к четырём годам каторжных работ. Каторгу обывал в Бутырской тюрьме, где основательно выучил четыре иностранных языка, высшую математику. После выхода на поселение в 1915 году был отправлен в Иркутскую губернию. Работал в кооперации Иркутска. После Февраля начал работу по объединению большевистских элементов Иркутской организации РСДРП. Избирается членом Иркутского комитета партии, членом губернского бюро профсоюзов, членом городской управы. Работа в качестве секретаря губернской примирительной камеры приносит Гаврилову популярность среди рабочих масс Иркутска. Он избирается в Учредительное собрание по списку большевиков.
«Вернувшись в Иркутск, я связался и начал вести работу в группе рабочих большевиков мастерских Промышленного училища... Другая группа большевиков рабочих объединилась вокруг возникшего в эти месяцы Центрального Бюро профессиональных союзов. Во главе его встал Д. П. Трофимов, входивший во время подполья в организацию Союза Иркутских Рабочих и арестованный с типографией Союза...
Одним из преданнейших участников тогдашней большевистской организации был уральский рабочий Локоцков, впоследствии работавший членом Центральной Контрольной Комиссии ВКП(б)... Из партийных работников интеллигентов в тот период активно участвовали в работе партийной организации из большевиков, – Гаврилов, Славин, Сахьянова. До июльских событий в Петрограде, — в Иркутске существовала совместная организация большевиков и меньшевиков.Пётр Николаевич Караваев

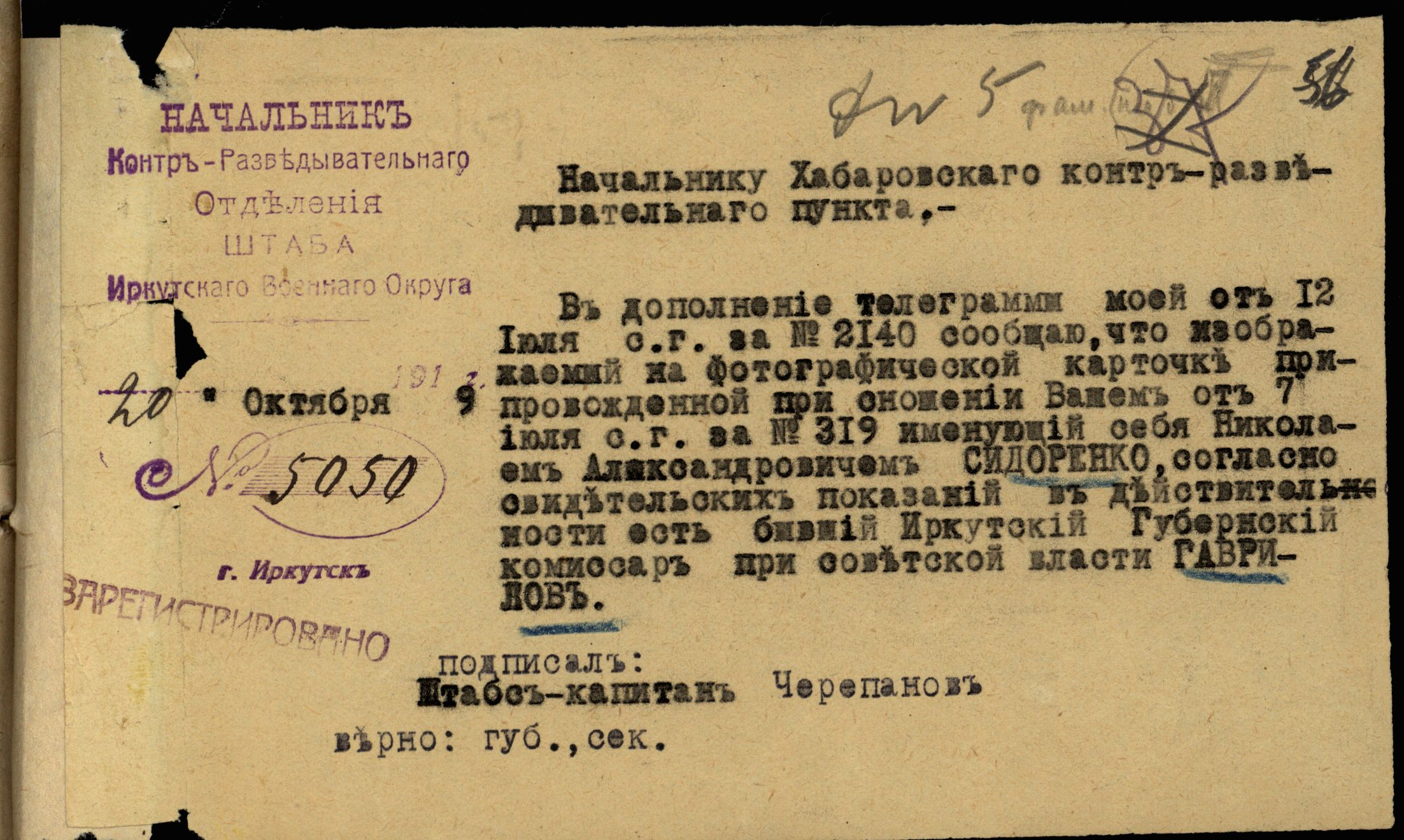
Телеграмма: «НАЧАЛЬНИКЪ Контръ-Развѣдывательнаго Отделения ШТАБА Иркутскаго Военнаго Округа 20 Октября 1919 г. № 5050 г. Иркутск — Начальнику Хабаровскаго контръ-развѣдывательнаго пункта.— Въ дополненie телеграммы моей отъ 12 Iюля с.г. за №2140 сообщаю, что изображаемый на фотографической карточкѣ припровожденной при сношеніи Вашемъ отъ 7 iюля с.г. за №319 именующій себя Николаем Александровичем СИДОРЕНКО, согласно свидѣтельскихъ показаній въ дѣйствительности есть бывшій Иркутскій Губернскій комиссаръ при совѣтской власти ГАВРИЛОВЪ. подписалъ: Штабсъ-капитанъ Черепановъ верно: губ., сек.»

В декабре 1917 года, во время восстания иркутских юнкеров, попал в плен к ним, но по требованию Военно-революционного комитета освобождён. Единогласно избирается губернским комиссаром вместо бывшего комиссара Временного правительства. На II общесибирском съезде советов (конец февраля 1918 года) избран в ЦИК Советов Сибири (Центросибирь II созыва). Одновременно работал в качестве губернского комиссара и члена президиума Губисполкома.
В период отступления от Иркутска, в отсутствие Н. Н. Яковлева, временно возглавлял Центросибирь. Во время разгрома и отступления красных из Иркутска Гаврилов собрал остатки сил и в августе образовал Сибирский Совет народных комиссаров — в числе пяти человек (Лазо, Кларк, Матвеев, Бутков), во главе которого стал.
После похорон погибших в декабрьских боях солдат и рабочих, была развёрнута энергичная работа по укреплению завоёванной советской власти. Проведены были перевыборы в Иркутский Совет. Теперь в Совете подавляющее большинство получили большевики. Избран был также Губернский Исполнительный Комитет советов из 15 членов. В него вошли руководящие работники большевики – Янсон, Постышев, Трилиссер, Гаврилов и другие. Я также сначала входил в Губисполком. Но потом после проведения выборов нового состава Городского комитета РКП(б) меня избрали вместе с т. Сахьяновой, железнодорожным рабочим Огневым и латышем Некунде в Президиум Комитета, после чего я оставался уже на партийной работеПётр Николаевич Караваев
На конференции на станции Урульга, Забайкальской железной дороги, 28 августа 1918 года Сибирский Совнарком был упразднён. Отступая с боями и взрывами мостов по линии железной дороги, Гаврилов дошёл до Благовещенска. Здесь в момент падения советской власти ушёл в подполье и взялся за педагогическую работу. Служил в школе, под фамилией Сидоренко, поддерживал связь с профсоюзами и печатал в легальной газете фельетоны, высмеивавшие атамана Семёнова и Колчака. Имея связь с Хабаровским арсеналом, снабжал партизан оружием, сносился с Владивостоком и Иркутском, изготовлял листовки в устроенной при его помощи подпольной типографии. 28 мая 1919 года арестован в Хабаровске (выдан провокатором Розенблатом) и 1 июня отвезён казаками в Нерчинск. В августе 1919 года на станции Маккавеево около Читы казнен семёновцами.

## Память
В Иркутске улица Бытовая (бывшая Савиновская) переименована в улицу Гаврилова в 1967 году по решению исполкома Иркутского совета депутатов трудящихся № 458 от 17.07.1967.